# Візові вимоги щодо громадян Намібії

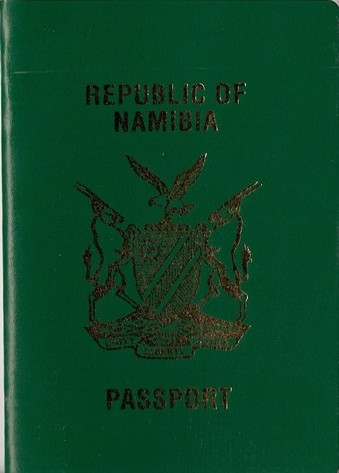
Намібійський паспорт

Візові вимоги для громадян Намібії є адміністративними обмеженнями на в'їзд органами влади інших держав, що поширюються на громадян Намібії . Станом на 26 березня 2019 року громадяни Намібії отримали безвізовий режим або візу після прибуття до 75 країн і територій. Намібійський паспорт посідає 66-е місце з точки зору свободи подорожей (пов'язаної з паспортом Таїланду) відповідно до Індексу паспорта Хенлі .

## Карта візових вимог

Намібія
Вільний доступ без віз
Віза після прибуття
eVisa
Віза доступна як після прибуття, так і в режимі онлайн
Віза потрібна

## Візові вимоги
| Країна                                 | Вимога до візи              | Дозволено перебування | Примітки (без урахування зборів відправлення) |
| -------------------------------------- | --------------------------- | --------------------- | --- |
| Афганістан                             | Віза потрібна               |                       | |
| Албанія                                | Віза потрібна               |                       | |
| Алжир                                  | Віза потрібна               |                       | |
| Андорра                                | Віза потрібна               |                       | |
| Ангола                                 | Віза не потрібна            |                       | |
| Антигуа і Барбуда                      | Віза не потрібна            | 1 місяць              | |
| Аргентина                              | Віза потрібна               |                       | |
| Вірменія                               | Віза потрібна               |                       | |
| Австралія з територіями                | Віза потрібна               |                       | - Можлива заявка в режимі онлайн (онлайн Visitor для відвідувачів e600). |
| Австрія                                | Віза потрібна               |                       | |
| Азербайджан                            | Віза потрібна               |                       | |
| Багамські Острови                      | Віза не потрібна            | 3 місяці              | |
| Бахрейн                                | Віза потрібна               |                       | |
| Бангладеш                              | Віза по прибуттю            |                       | |
| Барбадос                               | Віза потрібна               |                       | |
| Білорусь                               | Віза потрібна               |                       | - Безвізовий режим протягом 5 днів для власників шенгенської візи або національної візи країни ЄС, повинен прибути через міжнародний аеропорт Мінськ. |
| Бельгія                                | Віза потрібна               |                       | |
| Беліз                                  | Віза не потрібна            |                       | |
| Бенін                                  | Віза не потрібна            | 90 днів               | |
| Бутан                                  | Віза потрібна               |                       | |
| Болівія                                | Віза по прибуттю            | 90 днів               | |
| Боснія і Герцеговина                   | Віза потрібна               |                       | |
| Ботсвана                               | Віза не потрібна            | 90 днів               | |
| Бразилія                               | Віза не потрібна            | 90 днів               | - Безвізовий лише з метою туризму. |
| Бруней                                 | Віза потрібна               |                       | |
| Болгарія                               | Віза потрібна               |                       | |
| Буркіна-Фасо                           | Віза потрібна               |                       | |
| Бурунді                                | Віза потрібна               |                       | |
| Камбоджа                               | eVisa / Віза по прибуттю    |                       | |
| Камерун                                | Віза потрібна               |                       | |
| Канада                                 | Віза потрібна               |                       | |
| Кабо-Верде                             | Віза по прибуттю            |                       | |
| Центральноафриканська Республіка       | Віза потрібна               |                       | |
| Чад                                    | Віза потрібна               |                       | |
| Чилі                                   | Віза потрібна               |                       | |
| КНР                                    | Віза потрібна               |                       | |
| Колумбія                               | Віза потрібна               |                       | - Може застосовуватися онлайн. |
| Коморські Острови                      | Віза по прибуттю            |                       | |
| Республіка Конго                       | Віза потрібна               |                       | |
| ДР Конго                               | Віза потрібна               |                       | |
| Коста-Рика                             | Віза потрібна               |                       | |
| Кот-д'Івуар                            | eVisa                       |                       | |
| Хорватія                               | Віза потрібна               |                       | |
| Куба                                   | Віза не потрібна            |                       | |
| Кіпр                                   | Віза потрібна               |                       | |
| Чехія                                  | Віза потрібна               |                       | |
| Данія                                  | Віза потрібна               |                       | |
| Джибуті                                | eVisa                       | 31 днів               | |
| Домініка                               | Віза не потрібна            | 6 місяців             | |
| Домініканська Республіка               | Віза не потрібна            |                       | |
| Еквадор                                | Віза не потрібна            | 90 днів               | |
| Єгипет                                 | Віза потрібна               |                       | |
| Сальвадор                              | Віза потрібна               |                       | |
| Екваторіальна Гвінея                   | Віза потрібна               |                       | |
| Еритрея                                | Віза потрібна               |                       | |
| Естонія                                | Віза потрібна               |                       | |
| Есватіні                               | Віза не потрібна            | 30 днів               | |
| Ефіопія                                | eVisa / Віза по прибуттю    | до 90 днів            | - Візи після прибуття можна отримати лише в міжнародному аеропорту Аддіс-Абеба-Боле. - Власники eVisa повинні прибути через міжнародний аеропорт Аддіс-Абеба Боле. - eVisas доступні протягом 30 або 90 днів |
| Фіджі                                  | Віза потрібна               |                       | |
| Фінляндія                              | Віза потрібна               |                       | |
| Франція                                | Віза потрібна               |                       | |
| Габон                                  | eVisa                       |                       | - Власники електронних віз повинні прибути через Міжнародний аеропорт Лібревіля. |
| Гамбія                                 | Віза не потрібна            | 90 днів               | - Потрібно отримати дозвіл на в'їзд від імміграційної служби Гамбії до поїздки |
| Грузія                                 | eVisa                       |                       | |
| Німеччина                              | Віза потрібна               |                       | |
| Гана                                   | Віза по прибуттю            | 30 днів               | |
| Греція                                 | Віза потрібна               |                       | |
| Гренада                                | Віза не потрібна            | 3 місяці              | |
| Гватемала                              | Віза потрібна               |                       | |
| Гвінея                                 | Віза потрібна               |                       | |
| Гвінея-Бісау                           | eVisa / Віза по прибуттю    | 90 днів               | |
| Гаяна                                  | Віза потрібна               |                       | |
| Гаїті                                  | Віза не потрібна            | 3 місяці              | |
| Гондурас                               | Віза потрібна               |                       | |
| Угорщина                               | Віза потрібна               |                       | |
| Ісландія                               | Віза потрібна               |                       | |
| Індія                                  | e-Visa                      | 60 днів               | - Власники електронних віз повинні прибути через 26 визначених аеропортів або три призначені морські порти. - Індійська електронна туристична віза може бути отримана тільки двічі за один календарний рік/ |
| Індонезія                              | Віза не потрібна            | 30 днів               | |
| Іран                                   | Віза по прибуттю            | 30 днів               | |
| Ірак                                   | Віза потрібна               |                       | |
| Ірландія                               | Віза потрібна               |                       | |
| Ізраїль                                | Віза потрібна               |                       | |
| Італія                                 | Віза потрібна               |                       | |
| Ямайка                                 | Віза не потрібна            |                       | |
| Японія                                 | Віза потрібна               |                       | |
| Йорданія                               | Віза потрібна               |                       | |
| Казахстан                              | Віза потрібна               |                       | |
| Кенія                                  | Віза не потрібна            | 90 днів               | |
| Кірибаті                               | Віза потрібна               |                       | |
| Північна Корея                         | Віза потрібна               |                       | |
| Південна Корея                         | Віза потрібна               |                       | |
| Кувейт                                 | Віза потрібна               |                       | |
| Киргизстан                             | eVisa                       |                       | |
| Лаос                                   | Віза по прибуттю            | 30 днів               | - Умови застосовуються. - Доступна в міжнародних аеропортах Луангфабанг, Паксе, Саваннакхет і В'єнтьян, а також на 4-х земельних кордонах Friendship Bridge, та на 13 прикордонних переходах, а також Таналаенг вокзалі у В'єнтьян, який з'єднується з вокзалом в Нонгкай, Таїланд. - Точки входу Lalai, Lantui, Meuang mom, Pakxan, і Phoudou відкриті тільки для власників віз. - Діє до 60 днів. |
| Латвія                                 | Віза потрібна               |                       | |
| Ліван                                  | Віза потрібна               |                       | - На додаток до візи, затвердження має бути отримане у відділі імміграції Генеральної дирекції загальної безпеки (La Surete Generale). |
| Лесото                                 | Віза не потрібна            | 90 днів               | |
| Ліберія                                | Віза потрібна               |                       | |
| Лівія                                  | Віза потрібна               |                       | |
| Ліхтенштейн                            | Віза потрібна               |                       | |
| Литва                                  | Віза потрібна               |                       | |
| Люксембург                             | Віза потрібна               |                       | |
| Північна Македонія                     | Віза потрібна               |                       | |
| Мадагаскар                             | Віза по прибуттю            | 90 днів               | |
| Малаві                                 | Віза не потрібна            | 90 днів               | |
| Малайзія                               | Віза не потрібна            |                       | |
| Мальдіви                               | Віза по прибуттю            | 30 днів               | |
| Малі                                   | Віза потрібна               |                       | |
| Мальта                                 | Віза потрібна               |                       | |
| Маршаллові Острови                     | Віза потрібна               |                       | |
| Мавританія                             | Віза по прибуттю            |                       | - Доступна в Міжнародному аеропорту Нуакшот — Умтунсі. |
| Маврикій                               | Віза потрібна               |                       | |
| Мексика                                | Віза потрібна               |                       | |
| Федеративні Штати Мікронезії           | Віза не потрібна            | 30 днів               | |
| Молдова                                | Віза потрібна               |                       | |
| Монако                                 | Віза потрібна               |                       | |
| Монголія                               | Віза потрібна               |                       | |
| Чорногорія                             | Віза потрібна               |                       | |
| Марокко                                | Віза потрібна               |                       | |
| Мозамбік                               | Віза по прибуттю            | 3 місяці              | |
| М'янма                                 | Віза потрібна               |                       | |
| Науру                                  | Віза потрібна               |                       | |
| Непал                                  | Віза по прибуттю            |                       | |
| Нідерланди                             | Віза потрібна               |                       | |
| Нова Зеландія                          | Віза потрібна               |                       | |
| Нікарагуа                              | Віза по прибуттю            |                       | |
| Нігер                                  | Віза потрібна               |                       | |
| Нігерія                                | Віза потрібна               |                       | |
| Норвегія                               | Віза потрібна               |                       | |
| Оман                                   | Віза потрібна               |                       | |
| Пакистан                               | Віза потрібна               |                       | |
| Палау                                  | Віза по прибуттю            | 30 днів               | |
| Панама                                 | Віза не потрібна            | 180 днів              | |
| Папуа Нова Гвінея                      | Віза потрібна               |                       | |
| Парагвай                               | Віза потрібна               |                       | |
| Перу                                   | Віза потрібна               |                       | |
| Філіппіни                              | Віза не потрібна            | 30 днів               | |
| Польща                                 | Віза потрібна               |                       | |
| Португалія                             | Віза потрібна               |                       | |
| Катар                                  | eVisa                       |                       | |
| Румунія                                | Віза потрібна               |                       | |
| Росія                                  | Віза потрібна               |                       | |
| Руанда                                 | eVisa / Віза по прибуттю    | 30 днів               | |
| Сент-Кіттс і Невіс                     | eVisa                       |                       | |
| Сент-Люсія                             | Віза не потрібна            | 6 weeks               | |
| Сент-Вінсент і Гренадини               | Віза не потрібна            | 1 місяць              | |
| Самоа                                  | Entry Permit on arrival     | 60 днів               | |
| Сан-Марино                             | Віза потрібна               |                       | |
| Сан-Томе і Принсіпі                    | eVisa                       |                       | - Віза отримується в режимі онлайн. |
| Саудівська Аравія                      | Віза потрібна               |                       | |
| Сенегал                                | Віза по прибуттю            | 90 днів               | |
| Сербія                                 | Віза потрібна               |                       | |
| Сейшельські Острови                    | Visitor's Permit on arrival | 3 місяці              | |
| Сьєрра-Леоне                           | Віза потрібна               |                       | |
| Сінгапур                               | Віза не потрібна            | 30 днів               | |
| Словаччина                             | Віза потрібна               |                       | |
| Словенія                               | Віза потрібна               |                       | |
| Соломонові Острови                     | Віза потрібна               |                       | |
| Сомалі                                 | Віза по прибуттю            | 30 днів               | Доступна в аеропорту Босасо, аеропорту Галькайо та аеропорту Могадішу. |
| ПАР                                    | Віза не потрібна            | 90 днів               | |
| Південний Судан                        | Віза потрібна               |                       | |
| Іспанія                                | Віза потрібна               |                       | |
| Шрі-Ланка                              | eVisa / Віза по прибуттю    | 30 днів               | |
| Судан                                  | Віза потрібна               |                       | |
| Суринам                                | Віза потрібна               |                       | |
| Швеція                                 | Віза потрібна               |                       | |
| Швейцарія                              | Віза потрібна               |                       | |
| Сирія                                  | Віза потрібна               |                       | |
| Таджикистан                            | Віза потрібна               |                       | |
| Танзанія                               | Віза не потрібна            | 90 днів               | |
| Таїланд                                | Віза потрібна               |                       | |
| Східний Тимор                          | Віза по прибуттю}           | 30 днів               | |
| Того                                   | Віза по прибуттю            | 7 днів                | |
| Тонга                                  | Віза потрібна               |                       | |
| Тринідад і Тобаго                      | Віза не потрібна            |                       | |
| Туніс                                  | Віза не потрібна            | 90 днів               | |
| Туреччина                              | Віза потрібна               |                       | |
| Туркменістан                           | Віза потрібна               |                       | |
| Тувалу                                 | Віза по прибуттю            | 1 місяць              | |
| Уганда                                 | eVisa / Віза по прибуттю    |                       | |
| Україна                                | Віза потрібна               |                       | |
| ОАЕ                                    | Віза потрібна               |                       | |
| Велика Британія and Crown dependencies | Віза не потрібна            | 6 місяців             | |
| США                                    | Віза потрібна               |                       | |
| Уругвай                                | Віза потрібна               |                       | |
| Узбекистан                             | Віза потрібна               |                       | |
| Вануату                                | Віза не потрібна            | 30 днів               | |
| Ватикан                                | Віза потрібна               |                       | |
| Венесуела                              | Віза потрібна               |                       | |
| В'єтнам                                | Віза потрібна               |                       | |
| Ємен                                   | Віза потрібна               |                       | |
| Замбія                                 | Віза не потрібна            | 90 днів               | |
| Зімбабве                               | Віза не потрібна            | 3 місяці              | |

## Залежні, заперечені або обмежені території
Невизнані або частково визнані країни
| Території                     | Умови доступу    | Notes |
| ----------------------------- | ---------------- | --- |
| Республіка Абхазія            | Віза потрібна    | |
| Косово                        | Віза не потрібна | 90 days |
| Північний Кіпр                | Віза не потрібна | |
| Нагірно-Карабаська Республіка | Віза потрібна    | Мандрівникам, які мають візу Арцах (термін дії чи закінчення терміну дії) або докази про відрядження до Арцах (штампи), постійно відмовляють. |
| Палестина                     | Віза не потрібна | Прибуття до Сектор Газа не допускається. |
| Західна Сахара                |                  | Невизначений візовий режим у території, що контролюється Західною Сахарою.                                                                    |
| Сомаліленд                    | Віза по прибуттю | 30 днів за 30 доларів сплачується після прибуття                                                                                              |
| Південна Осетія               | Віза не потрібна | Для в'їзду до Південної Осетії вимагається багаторазова в'їзна віза до Росії за умови попереднього повідомлення за три дні.                   |
| Республіка Китай              | Віза потрібна    | |
| Придністров'я                 | Віза не потрібна | Реєстрація необхідна протягом 24 годин. |

Залежні і автономні території
| Території | Умови доступу                 | Notes |
| Китай | Китай                         | Китай |
| --- | ----------------------------- | --- |
| Гонконг | Віза не потрібна              | 90 днів |
| Макао | Віза не потрібна              | 30 днів |
| Данія |                               | |
| Фарерські острови | Віза потрібна                 | |
| Гренландія | Віза потрібна                 | |
| Франція |                               | |
| Французька Гвіана | Віза потрібна                 | |
| Французька Полінезія | Віза потрібна                 | |
| Французькі Антильські острови | Віза потрібна                 | Включає закордонні департаменти Гваделупа та Мартиніка, а такожof Сен-Бартельмі та Сен-Мартен.                                                                                        |
| Майотта | Віза потрібна                 | |
| Нова Каледонія | Віза потрібна                 | |
| Реюньйон | Віза потрібна                 | |
| Сен-П'єр і Мікелон | Віза потрібна                 | |
| Волліс і Футуна | Віза потрібна                 | |
| Нідерланди |                               | |
| Аруба | Віза потрібна                 | |
| Карибські Нідерланди | Віза потрібна                 | Includes Bonaire, Sint Eustatius and Saba. |
| Кюрасао | Віза потрібна                 | |
| Сінт-Мартен | Віза потрібна                 | |
| Нова Зеландія |                               | |
| Острови Кука | Віза не потрібна              | 31 днів |
| Ніуе | Віза не потрібна              | 30 днів |
| Токелау | Віза потрібна                 | |
| Об'єднане Королівство |                               | |
| Акротирі і Декелія | Віза потрібна                 | |
| Ангілья | Віза не потрібна              | Власникам дійсної візи, виданої Великою Британією, віза не потрібна. |
| Бермудські Острови | Віза не потрібна              | |
| Британська територія в Індійському океані | Необхідний спеціальний дозвіл | Special permit required. |
| Британські Віргінські Острови | Віза не потрібна              | |
| Кайманові Острови | Віза не потрібна              | |
| Фолклендські Острови | Віза потрібна                 | |
| Гібралтар | Віза не потрібна              | |
| Монтсеррат | Віза не потрібна              | |
| Піткерн | Віза не потрібна              | 14 днів безвізовий і посадовий збір 35 дол. США або податок у розмірі 5 дол. |
| Острів Вознесіння | eVisa                         | - 3 місяці протягом року |
| Острови Святої Єлени, Вознесіння і Тристан-да-Кунья | Необхідний Pass Pass          | Перепустка відвідувача, що надається після прибуття, дійсна для 4/10/21/60/90 днів за 12/14/16/20/25 фунтів стерлінгів.                                                               |
| Тристан-да-Кунья | Потрібен дозвіл               | Дозвіл на землю необхідний для 15/30 фунтів стерлінгів (яхта / пасажир судна) для острова Тристан-да-Кунья або 20 фунтів стерлінгів для Острів Гоф, Неприступний або острови Соловей. |
| Південна Джорджія та Південні Сандвічеві Острови | Необхідний дозвіл             | Потрібен дозвіл від Уповноваженого до приїзду (72 години / 1 місяць для 110/160 фунтів стерлінгів).                                                                                   |
| Острови Теркс і Кайкос | Віза потрібна                 | Власникам дійсної візи, виданої Канадою, Сполученим Королівством або США, не потрібна віза для максимального перебування 90 днів.                                                     |
| Сполучені Штати Америки |                               | |
| Американське Самоа | Віза потрібна                 | |
| Гуам | Віза потрібна                 | |
| Північні Маріанські Острови | Віза потрібна                 | |
| Пуерто-Рико | Віза потрібна                 | |
| Американські Віргінські Острови | Віза потрібна                 | |
| Антарктида та прилеглі острови |                               | |
| Спеціальні дозволи, необхідні для Буве, Британська антарктична територія, Французькі Південні і Антарктичні території, Аргентинська Антарктида, Австралійська антарктична територія, Антарктика (Чилі), Острови Герд і Макдональд, Острів Петра I, Земля Королеви Мод, Нова Зеландія Територія Росса. |                               | |